# Claudia Belderbos

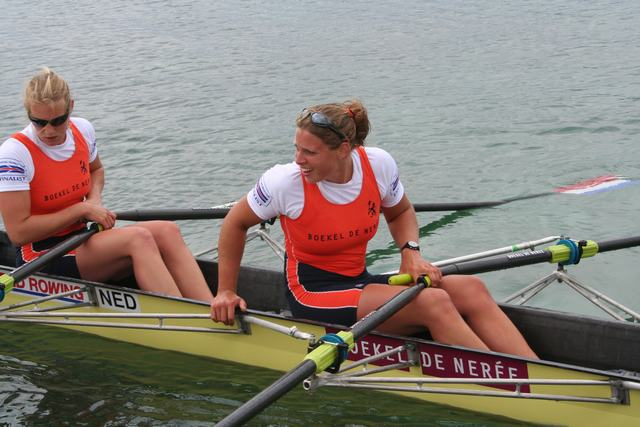
Claudia Belderbos (2009 nach ihrem Weltcup-Debüt)

Claudia Renate Belderbos (* 23. Januar 1985 in Doorn) ist eine ehemalige niederländische Ruderin, die 2012 Olympiadritte im Achter war.

## Sportliche Karriere
Die 1,76 m große Claudia Belderbos von der Algemene Utrechtse Studenten Roeivereniging Orca begann 2008 mit dem Rudersport. 2009 trat sie mit dem niederländischen Doppelvierer erstmals im Ruder-Weltcup an, wechselte dann aber bald in den Achter. Bei den Weltmeisterschaften 2009 gewann sie mit dem Achter die Bronzemedaille. 2010 erkämpfte der Achter hinter den Rumäninnen die Silbermedaille bei den Europameisterschaften, bei den Weltmeisterschaften belegte der Achter den fünften Platz. Fünfter wurde der Achter auch bei den Weltmeisterschaften 2011.  Bei ihrer ersten Olympiateilnahme gewann Belderbos mit dem niederländischen Achter in der Besetzung Jacobine Veenhoven, Nienke Kingma, Chantal Achterberg, Sytske de Groot, Roline Repelaer van Driel, Claudia Belderbos, Carline Bouw, Annemiek de Haan und Steuerfrau Anne Schellekens die Bronzemedaille bei den Olympischen Spielen 2012.
2014 kehrte Claudia Belderbos nach einem Jahr Pause im niederländischen Doppelvierer zurück und belegte den vierten Platz bei den Europameisterschaften. 2015 wechselte Claudia Belderbos zurück in den Achter und gewann bei den Europameisterschaften die Silbermedaille hinter dem russischen Boot. Bei den Weltmeisterschaften 2015 belegte der Achter den sechsten Platz. In die Olympiasaison 2016 starteten Belderbos und der niederländische Achter mit dem Gewinn der Silbermedaille bei den Europameisterschaften 2016. Zwei Wochen später qualifizierte sich der niederländische Achter in Luzern als letztes Boot für die Olympischen Spiele in Rio de Janeiro. Dort erreichten die Niederländerinnen den sechsten Platz.